# Morten Lange
 Der er for få eller ingen kildehenvisninger i denne artikel, hvilket er et problem. Du kan hjælpe ved at angive troværdige kilder til de påstande, som fremføres i artiklen.

Knud Morten Lange (født 24. november 1919 i Odense, død 10. november 2003) var en dansk politiker (først i DKP og senere SF), forfatter og professor i botanik ved Københavns Universitet.
Efter at have været medlem af Danmarks Kommunistiske Parti var Lange i 1959 med til at stifte Socialistisk Folkeparti og blev i 1960 valgt til Folketinget. Han tilhørte partiets reformatoriske fløj og var for eksempel i modsætning til sine partifæller tilhænger af kernekraftens indførelse i Danmark. 
I 1976 opgav han folketingsarbejdet efter at være blevet valgt som rektor for Københavns Universitet, en post som han i 1979 tabte. Lange var internationalt kendt som svampeekspert og udgav flere bøger om emnet. Hans far Jakob var også mykolog.
Standard-auktorbetegnelse for arter beskrevet af Morten Lange: M.Lange